# Fontenay-près-Chablis
Fontenay-près-Chablis è un comune francese di 142 abitanti situato nel dipartimento della Yonne nella regione della Borgogna-Franca Contea.

## Società

### Evoluzione demografica
Abitanti censiti